# Jeremy Hazell
Jeremy Hazell (nacido el 25 de marzo de 1986 en Harlem, Nueva York, Estados Unidos) es un jugador  de baloncesto estadounidense que actualmente juega en el Victoria Libertas Pesaro de la Lega Basket Serie A.

## Trayectoria
Hazell ha formado parte, desde 2007, del equipo de la Universidad de Seton Hall en la NCAA. Promediando 18,9 puntos y 3,2 rebotes durante estas cuatro temporadas. 
En septiembre de 2011 Jeremy da el salto a Europa fichando por una temporada con opción a otra por el Lucentum Alicante de la ACB, pero a los 2 meses el club decide cortarle.

## Clubs
- CB Lucentum Alicante (2011)
- Bakersfield Jam (2011-2012)
- Marinos de Anzoátegui (2012)
- Cañeros del Este (2012)
- BC Juventus (2013)
- Virtus Bologna (2014-2015)
- Élan Sportif Chalonnais (2015-2016)
- Uşak Sportif (2016)
- Victoria Libertas Pesaro (2017-)

## Estadísticas NCAA

### Temporada regular
| Año       | Equipo             | PJ  | RPP | PPP  |
| --------- | ------------------ | --- | --- | ---- |
| 2007-2008 | Seton Hall Pirates | 32  | 2,3 | 12,8 |
| 2008–2009 | Seton Hall Pirates | 32  | 3,8 | 22,7 |
| 2009–2010 | Seton Hall Pirates | 32  | 3,5 | 20,4 |
| 2010–2011 | Seton Hall Pirates | 18  | 3,6 | 19,8 |
| Total     |                    | 114 | 3,2 | 18,9 |